# Ривас, Хосе Мария
Хосе́ Мари́я Ри́вас Марти́нес (исп. José María Rivas Martínez; 12 мая 1958, Сан-Сальвадор — 9 января 2016) — сальвадорский футболист, играл на позиции нападающего, участник чемпионата мира 1982 года.

## Биография

### Клубная карьера
Ривас в течение шести сезонов играл в «Индепендьенте», команду из низшего дивизиона страны.
В 1985 году Ривас стал игроком клуба «Атлетико Марте», с которым по окончании сезона выиграл чемпионский титул. После пяти сезонов в «Атлетико Марте» Ривас уехал в Белиз, где играл за «Сан-Педро Дольфинс». В сезоне 1992 года играл за «Уракан» и «Кохутепеке», в котором завершил карьеру игрока.

### Карьера в сборной
В составе сборной Сальвадора Ривас принимал участие на чемпионате мира 1982 года, на котором сыграл во всех трёх матчах группового этапа, которые завершились поражениями сборной и вылетом их с турнира. Всего за сборную Сальвадора сыграл 47 матчей, в которых забил 19 голов.

### Деятельность
После завершения карьеры работал в правлении клуба «Атлетико Марте», а в 1999 году вместе с Хосе Луисом Ругамасом возглавлял ФАС.
В 1988 году Ривас закончил Сальвадорский университет получив диплом в области медицины, работал практикующим врачом и входил в медицинский штаб сборной Сальвадора.

### Смерть
Скончался 9 января 2016 года в возрасте 57 лет от лейкимии, которой страдал последние годы жизни.

## Достижения
«Атлетико Марте»
- Чемпион Сальвадора (1): 1985